# Pimelodus albofasciatus
Pimelodus albofasciatus es una especie de peces de la familia Pimelodidae en el orden de los Siluriformes.

## Morfología
• Los machos pueden llegar alcanzar los 25 cm de longitud total.

## Distribución geográfica
Se encuentran en Sudamérica: cuencas de los ríos Orinoco, Corentín y  Amazonas.